# Jejekangphu Kang
Der Jejekangphu Kang ist ein Berg im östlichen Himalaya im Norden von Bhutan an der Grenze zu einem zwischen VR China und Bhutan umstrittenen Territorium.
Der 6965 m hohe vergletscherte Berg liegt im Jigme-Dorji-Nationalpark. Der Kangphu Kang (7204 m) liegt 5,03 km ostnordöstlich. Der Tongshanjiabu (7207 m) liegt 7,94 km nordwestlich.
Gemäß dem Himalayan Index ist der Jejekangphu Kang noch unbestiegen.